# Kanton Josselin
Der Kanton Josselin (bretonisch Kanton Josilin) war bis 2015 ein französischer Kanton im Arrondissement Pontivy, im Département Morbihan und in der Region Bretagne; sein Hauptort war Josselin.

## Gemeinden
Der Kanton Josselin umfasste elf Gemeinden:
| Gemeinde              | Bretonisch             | Einwohner (2014) | Fläche (km²) | Code postal | Code Insee |
| --------------------- | ---------------------- | ---------------- | ------------ | ----------- | ---------- |
| Cruguel               | Krugell                | 637              | 17.17        | 56420       | 56051      |
| Guégon                | Gwegon                 | 2.300            | 53.52        | 56120       | 56070      |
| Guillac               | Gilieg                 | 1.394            | 21.83        | 56800       | 56079      |
| Helléan               | Helean                 | 360              | 7.87         | 56120       | 56082      |
| Josselin              | Josilin                | 2.486            | 4.48         | 56120       | 56091      |
| La Croix-Helléan      | Ar Groez Helean        | 882              | 14.40        | 56120       | 56050      |
| La Grée-Saint-Laurent | Ar C'hrav-Sant-Laorans | 339              | 7.90         | 56120       | 56068      |
| Lanouée               | Lannoez                | 1.763            | 43.76        | 56120       | 56102      |
| Les Forges            | Ar Govelioù            | 456              | 52.53        | 56120       | 56059      |
| Quily                 | Killi                  | 349              | 5.39         | 56800       | 56187      |
| Saint-Servant         | Sant-Servant-an-Oud    | 813              | 22.40        | 56120       | 56236      |
| Kanton                | Josilin                | 11.649 (2012)    | 251.25       | -           | 5615       |

## Bevölkerungsentwicklung
| 1962   | 1968   | 1975   | 1982   | 1990   | 1999   | 2006   | 2012   |
| ------ | ------ | ------ | ------ | ------ | ------ | ------ | ------ |
| 11.801 | 11.397 | 11.335 | 11.220 | 10.828 | 10.886 | 11.396 | 11.649 |